# All 4 One
All 4 One o All-4-One, transcripción de All for One, cuya traducción al español es Todos para uno, es una boy band masculina de R&B estadounidense, ganador de un premio Grammy por la versión que hicieron del tema I Swear en su álbum debut homónimo del año 1994.
El grupo está formado por Tony Borowiak, Jamie Jones, Delious Kennedy y Alfred Nevarez, todos ellos de California, y ganadores del Premio Grammy a la mejor actuación pop interpretada por un dúo o grupo vocal, gozando del puesto número uno en la Billboard Hot 100 durante once semanas consecutivas, y durante siete semanas del puesto número dos en el Reino Unido, donde no pudieron desbancar al gran éxito de la banda Wet Wet Wet, Love Is All Around. Hay que destacar que en la edición de los premios Grammy de 1995 estaban también nominadas sus canciones I Can Love You Like That, y I'm Your Man.
A pesar de que esta canción fue su lanzadera a la fama, no volvieron a destacar especialmente con otros temas, como She's Got Skillz, These Arms, I Will Be Right Here, o Someday, esta última incluida en la banda sonora de la película de Disney, El jorobado de Notre Dame.
All 4 One es a menudo confundido, por la similitud de su estilo musical, con el grupo Boyz II Men (del cual es también a menudo diferenciado de modo somero por el hecho de que All-4-One se compone de 4 integrantes y uno de ellos es anglosajón y otro latino, a diferencia de Boyz II Men que fueron 5 y todos fueron/son de raza negra), que también desarrolló el estilo rhythm and blues, y alcanzó una gran popularidad a la par que All 4 One, aunque también tienen gran parecido con otras boy bands conocidas de la época como Backstreet Boys y NSYNC.
- Datos: Q1291981